# Honda Racing Corporation
Honda Racing Corporation (HRC) là một công ty con của tập đoàn Honda được thành lập vào năm 1982. Công ty hoạt động ở mảng đua xe mô tô cũng như nghiên cứu phát triển các chiếc xe mô tô.

## Lịch sử
Ban đầu, Honda tự mình quản lý các hoạt động đua xe. Đến đầu thập kỷ 1970, họ thành lập Trung tâm dịch vụ đua xe (Racing Service Center-RSC).
Ngày 1 tháng 9 năm 1982, RSC được đổi tên thành Honda Racing Corporation-HRC.
Năm 1995: HRC hợp tác với hãng Repsol thành lập đội đua Repsol Honda Team. Từ đó đến nay Repsol Honda là đội đua xưởng của Honda tham gia giải đua MotoGP.
Từ năm 2012: HRC cung cấp cho các đội đua của mình chiếc xe Honda RC213V để thi đấu thể thức MotoGP.

## Thành tích ở các giải đua mô tô
Ở giải đua MotoGP/500cc, tính đến hết năm 2020, đã có 20 lần các tay đua sử dụng chiếc xe Honda giành được chức vô địch.
Các tay đua nổi tiếng từng sử dụng xe Honda có thể kể đến Mick Doohan, Valentino Rossi, Dani Pedrosa, Casey Stoner, Jorge Lorenzo, Marc Marquez v.v...